# Synetaeris heteropus
Synetaeris heteropus là một loài tò vò trong họ Ichneumonidae.